# Велотріал

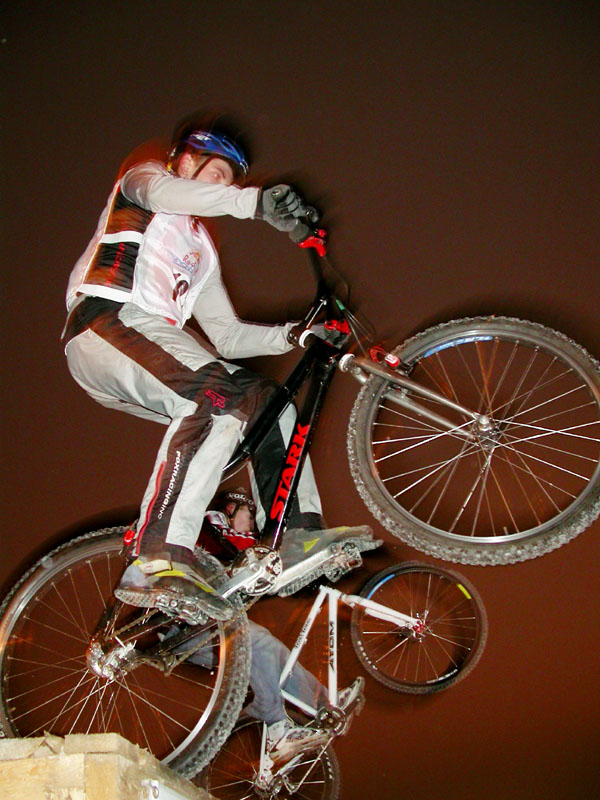
Тріалісти на змаганнях Snowmania в Москві (2003 рік), дисципліна - дуал - тріал

Велотриал (англ. bike trials) - дисципліна маунтинбайку, що полягає в подоланні перешкод на велосипеді (див. Прийоми велотріалу). Перешкоди можуть бути самими різними , природними або штучними: парапети, камені, колоди, дошки тощо. Головною метою є подолання серії перешкод, не спираючись ногами , руками та іншими частинами тіла.
Велосипедний тріал зародився наприкінці 1970 - початку 1980-роках в Іспанії . Мототріалісти стали створювати спеціальні велосипеди , щоб на них тренувалися діти, але незабаром велотріал став самостійним видом спорту. Він почав стрімко розвиватися, проводилися змагання. Першою компанією, що випускає велосипеди для тріалу була Montesa, нині звана Monty. Головними центрами тріалу стали США та Іспанія, техніка та стилі подолання перешкод яких багато в чому відрізнялися .
На сьогоднішній день велотріал - досить відомий вид екстремального спорту. Проводяться великі світові змагання. Зараз основні центри тріалу - Франція, Іспанія, Англія, Бельгія, Швейцарія, Німеччина  та деякі інші країни Європи. Останнім часом тріал стає все популярнішим, рівень спортсменів зростає все швидше і ставляться немислимі рекорди: стрибок з місця через планку на висоті 142 см  та багато інших.
Варто відзначити , на сьогоднішній день велосипедний тріал, як вид спорту, істотно еволюціонує. Поряд з класичним велотріалом популярність починає набирати особливе напрям - стрит-тріал. Під цим стилем катання мається на увазі трюкове катання в місті , що поєднує в собі основи класичного тріалу і паркових екстремальних дисциплін. Найяскравішим представником стрит-тріалу нашого покоління можна вважати англійського спортсмена Денні Макаскілла, ключовим чином вплинув на розвиток даного виду спорту.

## Конструкція і відмітні особливості тріальних велосипедів

### Велосипед
Велосипеди для велотріалу бувають різних типів, основні це: Мод з колесами діаметром 20 дюймів (в основному заднє колесо діаметром 19 дюймів), Сток з колесами 26 дюймів. А ще, не так вже давно в велотріалі почали використовувати байки з діаметром коліс 24 дюйми.
На тріальних велосипедах дуже рідко використовується сидіння через відсутність його потреби і додавання зайвої ваги до велосипеда.
Вага велосипеда може бути від 6,5 кг до 12 кг.

### Рама
Рами для велотріалу робляться з розрахунку на легкість, тому рами майже завжди робляться з алюмінію. Для збільшення міцності наварюють додаткові косинки на верхню і нижню трубу переднього трикутника рами. Дорогі рами робляться з безліччю фрезерованих елементів у районі кареткового вузла і дропаутів. У технології виготовлення рам застосовують «баттинг» - витягування ще гарячих труб. В місцях навантаження труби більш товсті, а де навантаження менше - тонше. Витягування може бути багатошаровим .
На рамі каретковий вузол (для підшипників вала каретки) може бути двох видів:
- ISIS або Square (залежно від типу валу). Підшипники йдуть разом з валом , вся ця конструкція знаходиться в корпусі, на корпусі з обох сторін є різьблення і шліци, за допомогою яких каретка вкручується в каретковий вузол рами.
- Spanish Style. На вал з обох сторін надіті підшипники, які разом з валом запресовуються в кареточний вузол рами .

### Руль
Рулі в велотріалі діляться на два основних види за матеріалом виготовлення - це карбон і алюміній. Так само в велотріалі рулі розрізняються з геометрії на чотири види: флетбар, райзер, лоурайзер, хайрайзер. На кінцях керма, як правило, встановлюються (натягуються) грипси - ручки для підвищення зчеплення рук з кермом. Матеріал грипс може бути з гуми або пінопрена.

### Винос
Елемент, що з'єднує кермо і шток вилки. Виноси бувають зварні і цільноковані. Так само виноси можуть бути різної геометрії, від 80мм * 8 ° до 175мм * 35 °.

### Шатуни
Шатуни є двох типів: під шліц (ISIS) і під квадрат (Square). У тріальному велосипеді, в основному, Фрівей накручується на шатуни, а фіксована зірка на задню втулку (на відміну від звичайних велосипедів). Зроблено це для того, щоб перенести більшу вагу велосипеда в його центр.

### Педалі
Педалі для велотріалу робляться з алюмінію або магнію. Педалі діляться на рамки або платформи.  На більш дорогих педалях стоять підшипники закритого типу , а на дешевих - насипні підшипники. Магнієві педалі легше алюмінієвих, але дорожчі. На дешевих педалях зазвичай сталева вісь, на дорогих вісь робиться з титанового сплаву.

### Втулки
Передня втулка 
Корпус втулки виконується з алюмінію. У втулках для велотріалу застосовуються два закритих промислових, або насипних підшипника. Втулка має вісь товщиною 10 мм і довжину осі 100 мм. Найпопулярніший варіант, коли втулку на вилці тримають болти , що вгвинчуються в вісь. Втулка розрахована на 32 або 28 спиць, все рідше - на 36.
 Задня втулка 
Корпус задньої втулки також виконується з алюмінію. Задні втулки мають вісь товщиною 10 мм і довжину 116 мм (на мод-байках ) або 135 мм (на сток-байках) і можуть тримаються на рамі гайками або болтами. Задні втулки розрізняють за типом кріплення до них зірки, це може бути шліц або різьблення.

### Гальма
Гальма бувають двох типів: гідравлічні і механічні. Вони можуть бути  ободові  і дискові. Для збільшення жорстокості ободової гідравліки, на неї іноді ставлять "бустер", який не дозволяє розтискати гальму пір'я рами або ноги вилки.

### Обода
Обода робляться з алюмінію або магнію. Часто на ободах можна зустріти наскрізні отвори для полегшення самого ободу. Раніше часто використовувалися двошарові обода, які були досить міцними, але в теж час важкими, по-цьому з часом частіше стали випускати одношарові обода.

## Див також
- Прийоми велотріалу